# 大山镇 (兴仁市)
大山镇，是中华人民共和国贵州省黔西南布依族苗族自治州兴仁市下辖的一个乡镇级行政单位。
2015年1月21日，贵州省人民政府批复同意兴仁县乡镇行政区划调整，新设置的大山镇辖原大山乡（除老里齐村岩子冲组外），镇人民政府驻大山居委会。

## 行政区划
大山镇下辖以下地区：
大山社区、猪槽村、上务村、野场村、尔期村、河坝村、高寨村、野纳村和老里齐村。